# Anasztáz
Az  Anasztáz férfinév görög eredetű, latin formájában Anastasius név rövidülése. Jelentése: a feltámadott. Női párja: Anasztázia.

## Gyakorisága
Az 1990-es években szórványosan fordult elő, a 2000-es években nem szerepel a 100 leggyakoribb férfinév között.

## Névnapok
- január 6.[2]
- január 8.[2]
- január 22[2]
- március 10.[2]
- április 21.[2]
- április 27.[2]
- december 19[2]
- december 25.[2]

## Idegen nyelvi változatai
- Anastasius (német)

## Híres Anasztázok
- „Anasztáz” utónevű személyek szócikkeinek listája a Wikidata alapján
- „Anastasius” utónevű személyek szócikkeinek listája a Wikidata alapján
- „Anasztasz (Анастас)” utónevű személyek szócikkeinek listája a Wikidata alapján